# Родригес, Мартин (чилийский футболист)
Мартин Владимир Родригес Торрехон (исп. Martín Vladimir Rodríguez Torrejon; род. 5 августа 1994, Диего-де-Альмагро, Чили) — чилийский футболист, атакующий полузащитник клуба «Ди Си Юнайтед» и сборной Чили.

## Клубная карьера
Родригес — воспитанник клуба «Уачипато». 14 мая 2011 года в матче против «Палестино» он дебютировал в чилийской Примере. В 2012 году Мартин помог команде выиграть чемпионат. 26 октября 2013 года в поединке против «Аудакс Итальяно» он забил свой первый гол за «Уачипато».
В середине 2015 года Родригес перешёл в «Коло-Коло». Сумма трансфера составила 900 тыс. евро. 25 июля в матче против «Унион Эспаньола» он дебютировал за новый клуб. В этом же поединке Мартин сделал «дубль», забив свои первые голы за «Коло-Коло». В своём дебютном сезоне он во второй раз стал чемпионом, а через год завоевал Кубок Чили.
В начале 2017 года Родригес перешёл мексиканский «Крус Асуль». 15 января в матче против «УНАМ Пумас» он дебютировал в мексиканской Примере. 13 февраля в поединке против «Сантос Лагуна» Мартин забил свой первый гол за «Крус Асуль».
Летом 2018 года Родригес на правах аренды перешёл в «УНАМ Пумас». 21 июля в матче против «Веракруса» он дебютировал за новую команду. 29 июля в поединке против «Некаксы» Мартин забил свой первый гол за «УНАМ Пумас». 20 декабря 2018 года «Пумас» объявил о выкупе Родригеса у «Крус Асуля». В 2020 году он выступал в аренде в двух клубах — «Монаркас Морелия» и «Масатлане».
3 марта 2021 года Родригес вернулся в «Коло-Коло».
3 августа 2021 года Родригес перешёл в клуб чемпионата Турции «Алтай».
23 июня 2022 года Родригес перешёл в клуб MLS «Ди Си Юнайтед». В североамериканской лиге он дебютировал 23 июля в матче против «Клёб де Фут Монреаль», заменив на 63-й минуте Гауссу Самаке.

## Международная карьера
10 сентября 2014 года в товарищеском матче против сборной Гаити Родригес дебютировал за сборную Чили.
В 2017 году Родригес стал серебряным призёром Кубка конфедераций в России. На турнире он сыграл в матчах против команд Австралии, Португалии и Германии. В поединке против австралийцев Мартин забил свой первый гол за национальную команду.

### Голы за сборную Чили
| #   | Дата         | Место                          | Противник | Счёт | Результат | Соревнование            |
| --- | ------------ | ------------------------------ | --------- | ---- | --------- | ----------------------- |
| 01. | 25 июня 2017 | Открытие Арена, Москва, Россия | Австралия | 1:1  | 1:1       | Кубок конфедераций 2017 |

## Достижения
Командные
 «Уачипато»
- Чемпион Чили: клаусура 2012

 «Коло-Коло»
- Чемпион Чили: апертура 2015
- Обладатель Кубка Чили: 2014, 2021

 Чили
- Серебряный призёр Кубка конфедераций; 2017